# Sci alpino ai IX Giochi olimpici invernali - Slalom gigante femminile
Tra le competizioni dello sci alpino ai IX Giochi olimpici invernali di Innsbruck 1964 lo slalom gigante femminile si disputò lunedì 3 febbraio sulla pista Hoadl di Axamer Lizum; la francese Marielle Goitschel vinse la medaglia d'oro, sua sorella Christine e la statunitense Jean Saubert, a pari merito, quella d'argento, valide anche ai fini dei Campionati mondiali di sci alpino 1964.
Detentrice uscente del titolo era la svizzera Yvonne Rüegg, che aveva vinto la gara degli VIII Giochi olimpici invernali di Squaw Valley 1960 disputata sulla pista di Little Papoose Peak di Squaw Valley precedendo la statunitense Penelope Pitou (medaglia d'argento) e l'italiana Giuliana Minuzzo (medaglia di bronzo); la campionessa mondiale in carica era l'austriaca Marianne Jahn, vincitrice a Chamonix 1962 davanti alla connazionale Erika Netzer e alla statunitense Joan Hannah.

## Risultati
| Pos. | Pett. | Atleta                     | Nazione          | Tempo   | Distacco |
| ---- | ----- | -------------------------- | ---------------- | ------- | -------- |
| 1    | 14    | Marielle Goitschel         | Francia          | 1:52,24 |          |
| 2    | 3     | Christine Goitschel        | Francia          | 1:53,11 | +0,87    |
| 2    | 6     | Jean Saubert               | Stati Uniti      | 1:53,11 | +0,87    |
| 4    | 12    | Christl Haas               | Austria          | 1:53,86 | +1,62    |
| 5    | 9     | Annie Famose               | Francia          | 1:53,89 | +1,65    |
| 6    | 7     | Edith Zimmermann           | Austria          | 1:54,21 | +1,97    |
| 7    | 5     | Barbara Henneberger        | Germania         | 1:54,26 | +2,02    |
| 8    | 1     | Traudl Hecher              | Austria          | 1:54,55 | +2.31    |
| 9    | 27    | Fernande Bochatay          | Svizzera         | 1:54,59 | +2,35    |
| 9    | 15    | Pia Riva                   | Italia           | 1:54,59 | +2,35    |
| 11   | 13    | Theres Obrecht             | Svizzera         | 1:54,91 | +2,67    |
| 12   | 29    | Ruth Adolf                 | Svizzera         | 1:55,83 | +3,59    |
| 13   | 11    | Marianne Jahn              | Austria          | 1:55,95 | +3,71    |
| 14   | 26    | Giustina Demetz            | Italia           | 1:56,52 | +4,28    |
| 15   | 25    | Françoise Gay              | Svizzera         | 1:57,21 | +4,97    |
| 16   | 2     | Nancy Greene               | Canada           | 1:57,76 | +5,52    |
| 17   | 8     | Patricia du Roy de Blicquy | Belgio           | 1:58,76 | +6,52    |
| 18   | 20    | Burgl Färbinger            | Germania         | 1:58,84 | +6,60    |
| 19   | 19    | Patrizia Medail            | Italia           | 1:59,29 | +7,05    |
| 20   | 28    | Barbara Ferries            | Stati Uniti      | 1:59,44 | +7,20    |
| 21   | 10    | Astrid Sandvik             | Norvegia         | 2:00,74 | +8,50    |
| 22   | 21    | Heidi Mittermaier          | Germania         | 2:00,77 | +8,53    |
| 23   | 35    | Divina Galica              | Gran Bretagna    | 2:00,79 | +8,55    |
| 24   | 18    | Jane Gissing               | Gran Bretagna    | 2:01,66 | +9,42    |
| 25   | 37    | Majda Ankele               | Jugoslavia       | 2:01,81 | +9,57    |
| 26   | 31    | Joan Hannah                | Stati Uniti      | 2:01,97 | +9,73    |
| 27   | 38    | Gina Hathorn               | Gran Bretagna    | 2:02,61 | +10,37   |
| 28   | 41    | Lidia Barbieri Sacconaghi  | Italia           | 2:02,73 | +10,49   |
| 29   | 24    | Liv Christiansen           | Norvegia         | 2:02,98 | +10,74   |
| 30   | 32    | Linda Meyers               | Stati Uniti      | 2:03,46 | +11,22   |
| 31   | 22    | Nancy Holland              | Canada           | 2:04,39 | +12,15   |
| 32   | 30    | Linda Crutchfield          | Canada           | 2:05,04 | +12,80   |
| 33   | 39    | Dikke Eger                 | Norvegia         | 2:08,62 | +16,38   |
| 34   | 44    | Karen Dokka                | Canada           | 2:09,63 | +17,39   |
| 35   | 36    | Stalina Korzuchina         | Unione Sovietica | 2:10,11 | +17,87   |
| 36   | 34    | Maria Gąsienica Daniel     | Polonia          | 2:10,20 | +17,96   |
| 37   | 43    | Krista Fanedl              | Jugoslavia       | 2:10,76 | +18,52   |
| 38   | 52    | Evgenija Sidorova          | Unione Sovietica | 2:11,06 | +18,82   |
| 39   | 50    | Galina Sidorova            | Unione Sovietica | 2:12,98 | +20,74   |
| 40   | 53    | Judy Forras                | Australia        | 2:17,36 | +25,12   |
| 41   | 51    | Ildikó Szendrődi           | Ungheria         | 2:19,24 | +27,00   |
| 42   | 42    | María Cristina Schweizer   | Argentina        | 2:19,81 | +27,57   |
|      | 4     | Madeleine Bochatay         | Francia          | DNF     | DNF      |
|      | 23    | Heidi Biebl                | Germania         | DSQ     | DSQ      |
|      | 40    | Wendy Farrington           | Gran Bretagna    | DSQ     | DSQ      |
|      | 54    | Christine Smith            | Australia        | DSQ     | DSQ      |

Legenda:

DNF = prova non completata

DSQ = squalificata

Pos. = posizione

Pett. = pettorale
Ore: 12.30 (UTC+1)

Pista: Hoadl

Partenza: 2 050 m s.l.m.

Arrivo: 1 550 m s.l.m.

Lunghezza: 1 530 m

Dislivello: 425 m

Porte: 59

Tracciatore: Ernst Spieß (Austria)